# 荷蘭的瑪格麗特公主
瑪格麗特公主（荷蘭語：Margriet Francisca，1943年1月19日—），是贝恩哈德親王和荷兰君主朱丽安娜女王的第三個女兒。也是貝麗克絲女王的妹妹。瑪格麗特公主經常在官方和半官方活動中代表荷蘭皇室。此等活動時常讓她回到她的實際出生國加拿大。

## 家庭
瑪格麗特公主與彼得·范·莫倫霍文教授共有四子：
- 奧蘭治-拿騷的毛里茨王子（1968年出生）
- 貝恩哈德王子（英语：Prince Bernhard of Orange-Nassau, van Vollenhoven）（1969年出生）：F1荷兰大奖赛赞德福特赛道持有人
- 彼得-克里斯蒂安王子（1972年出生）
- 弗洛里斯王子（1975年出生）

## 頭銜
- 1943年1月19日 – 1967年1月10日：荷蘭瑪格麗特公主殿下，奧蘭治-拿騷公主，利珀-比斯特費爾德公主（HRH  Princess Margriet of the Netherlands, Princess of Orange-Nassau, Princess of Lippe-Biesterfeld）
- 1967年1月10日 – 至今：荷蘭瑪格麗特公主殿下，奧蘭治-拿騷公主，利珀-比斯特費爾德公主，范·莫倫霍文夫人（HRH    Princess Margriet of the Netherlands, Princess of Orange-Nassau, Princess of Lippe-Biesterfeld, Mrs Van Vollenhoven）

### 榮譽
- 荷蘭
  -  荷蘭獅子勳章（英语：Order of the Netherlands Lion）大十字騎士 (Knight Grand Cross of the Order of the Netherlands Lion)